# Saint-Floris
Saint-Floris è un comune francese di 510 abitanti situato nel dipartimento del Passo di Calais nella regione dell'Alta Francia.

## Storia
Fu signoria della famiglia de Ghistelles, una delle più antiche e illustri dell'Artois, nota fin dal 1060.
Primo signore di fatto fu Charles de Ghistelles, cavaliere, signore di La Motte e Proven, bailo delle Fiandre nel 1574, governatore di Malines dal 1585 fino alla sua morte nel 1592, che divenne signore di Saint-Floris per matrimonio avendo sposato nel 1570 Barbe de La Plancque, signora di Saint-Floris, Wastines e Comté, figlia di Louis de La Plancque, signore di Comté e Wastines, e Catherine de Gosson, signora di Saint-Floris.
Nel dicembre del 1674, Luigi XIV nominò marchese il signore di Saint-Floris, Adrien François de Ghistelles ed elevò le sue terre a marchesato.

### Simboli
Lo stemma del comune si blasona:
Riprende le armi di Charles de Ghistelles, signore di Saint-Floris dal 1570.
Per segnare una brisura, la città ha aggiunto allo stemma dei De Ghistelles tre spronelle d'oro.

## Monumenti e luoghi d'interesse

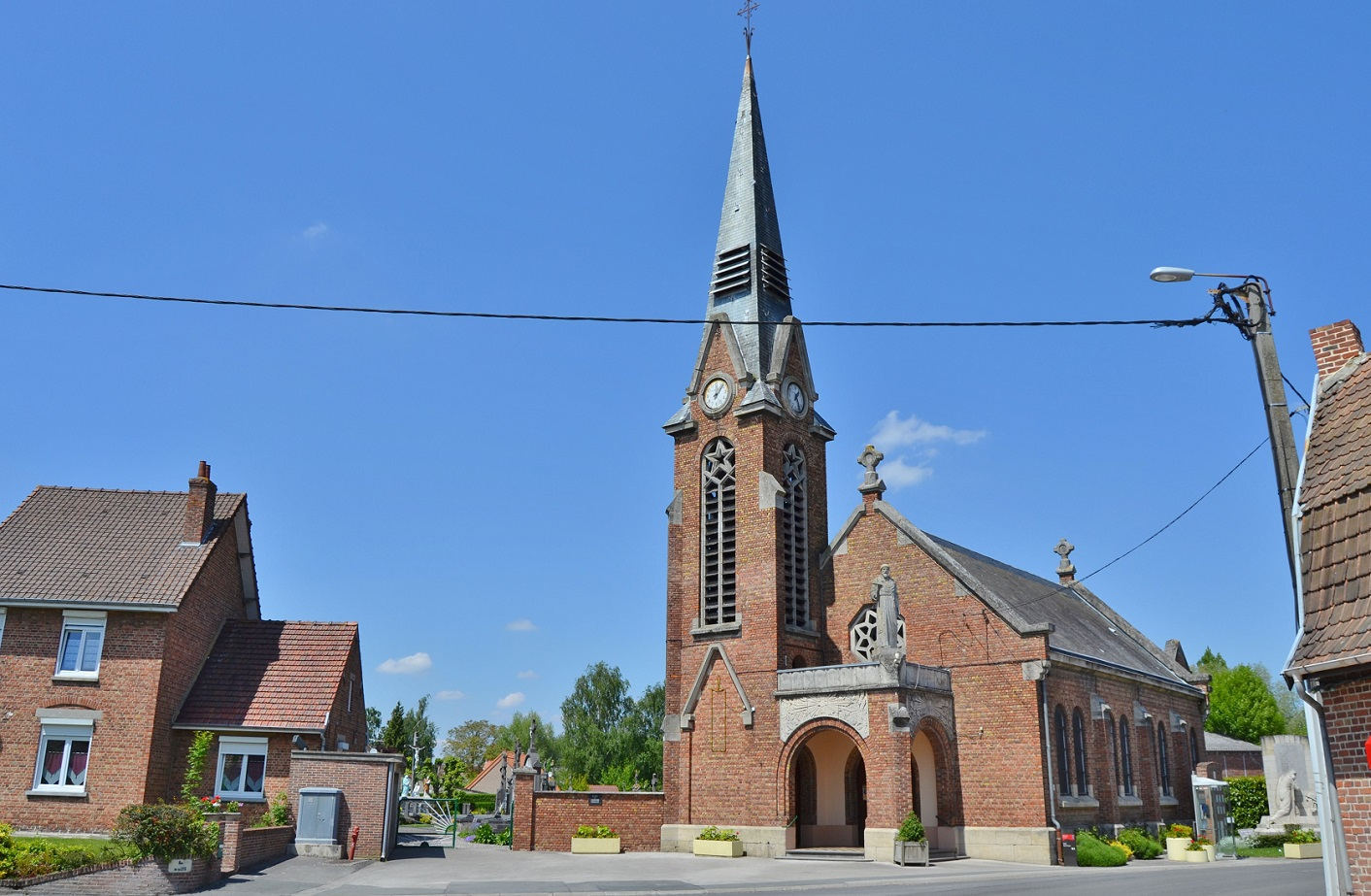
Chiesa di Saint-Florent

- Chiesa di Saint-Florent è dedicata a san Fiorenzo che dà anche il nome al paese. Il suo campanile ospita una campana del 1605, chiamata "Barbe", di 780 kg, registrata come Monumento storico di Francia. La chiesa subì gravi danni durante la battaglia del Lys nel 1918. Fu ricostruita nel 1926 e restaurata nel 2003.

## Società

### Evoluzione demografica
Abitanti censiti